# Founder Technology Group
Founder Technology Group (chinois simplifié : 方正集团 ; chinois traditionnel : 方正集團 ; pinyin : Fāngzhēng jítuán), filiale de Founder Group cotée en bourse, est une entreprise chinoise qui fabrique et commercialise du matériel informatique, tel que des ordinateurs individuels (PC), des imprimantes ou des circuits imprimés.